# Amoucha (distrito)
Amoucha é um distrito localizado na província de Sétif, Argélia.[carece de fontes?] Sua capital é a cidade de mesmo nome.

## Comunas
O distrito está dividido em três comunas:
- Amoucha
- Oued El Barad
- Tizi N'Bechar